# William Butterworth Bayley
William Butterworth Bayley, född 3 november 1781, död 20 maj 1860, var en brittisk ämbetsman. Han var mellan mars och juli 1828 tillförordnad generalguvernör i Indien. Han var även ordförande för Brittiska Ostindiska Kompaniet